# 2 Pistols
Jeremy Lemont Saunders más conocido bajo el nombre artístico de 2 Pistols (censurado como 2P) (Tarpon Springs, 11 de junio de 1983) es un rapero estadounidense. Después del éxito local de su sencillo "Dirty Foot", firmó un contrato discográfico con Universal Republic Records en 2007. Su sencillo debut, She Got It" (con T-Pain y Tay Dizm), fue lanzado en enero de 2008 y alcanzó la posición 24 en el Billboard Hot 100. La canción precedió a su álbum de estudio debut, Death Before Dishonor (2008), que tuvo una recepción comercial y crítica moderada y ningún mayor reconocimiento general con sus seguimientos.

## Biografía
Originario de Tarpon Springs, Florida, creció en un hogar destrozado bajo el cuidado de su extensa familia. Cuando era adolescente, se involucró en el crimen local y en 2005 fue encarcelado durante ocho meses. Después de esto, se involucró en la música y formó un grupo llamado Blood Money Union, que estaba formado por otros DJ, productores y raperos.
Su primer éxito en el rap llegó con un disco autoeditado llamado "Dirty Foot", que escribió cuando aún estaba en la escuela secundaria y distribuyó en el área de Tarpon Springs a instancias de su primo. Después de escucharlo tocar en un club local y luego presenciar la actuación de otro rapero, tuvo su primera oportunidad de actuar en el escenario. Después de subir al escenario y interpretar su propio sencillo ("Dirty Foot"), su confianza en sus habilidades creció hasta el punto de que comenzar a hacer una carrera musical.
Su álbum debut, Death Before Dishonor, fue lanzado el 17 de junio de 2008 y contó con la producción de J.U.S.T.I.C.E. League, Da Honorable CNOTE, Bolo Da Producer y otros. Las pistas del álbum incluyeron "You Know Me" con Ray-J y "Thats My Word" con Trey Songz, además de "She Got It". El álbum alcanzó la posición 32 en la lista Billboard 200 y subió al número 10 en la lista Billboard Top R&B/Hip Hop. Actualmente lanza su música bajo su propio sello, Blood Money Union. En febrero de 2014, apareció el álbum Comin Back Hard a través de Stage One Music.

## Discografía

### Álbumes de estudio
| Título                | Detalles del álbum                                                                          |
| --------------------- | ------------------------------------------------------------------------------------------- |
| Death Before Dishonor | - Publicado: 17 de junio de 2008 - Sello: Universal Records - Formato: CD, descarga digital |
| Comin Back Hard       | - Publicado: 4 de febrero de 2014 - Sello: Stage One Music - Formato: CD, descarga digital  |

### Mixtapes
- La introducción a Jimmy Jump (presentada por DJ Smallz) (2007) [8]
- Live From the Kitchen (presentado por DJ Kid Hustle y DJ Hot Rod) (2009) [9]
- 10-20-Life (con Bigga Rankin) (2010) [10]
- Música de punta hueca (con DJ Dammit) (2010) [11]
- Back 4 The 1st Time (presentado por DJ Hitz y DJ Woogie) (2010) [12]
- The Rapture (presentado por DJ Spiniatik) (2011) [13]
- Mr. P (presentado por DJ Dammit) (2011) [14]
- Arrogant (Álbum callejero) (presentado por DJ Scream) (2012) [15]

### Sencillos
| "She Got It" (con T-Pain y Tay Dizm)                                    | 2008 | 24 | 9  | 2  | - Estados Unidos: Platino | Death Before Dishonor |
| "You Know Me" (con Ray J)                                               | 2008 | -  | -  | -  |                           | Death Before Dishonor |
| "Lights Low" (con C-Ride y Young Joe)                                   | 2009 | -  | 93 | 13 |                           |                       |
| "Know That"(con Montana francesa)                                       | 2013 | -  | -  | -  |                           | Comin Back Hard       |
| "—" denota elementos que no figuraron en las listas o no se publicaron. |      |    |    |    |                           |                       |